# دييغو بينيرو
دييغو بينيرو، لاعب كرة قدم إسباني يلعب لنادي ريال مدريد كاستيا.